# Гунхэ
Гунхэ́ (кит. упр. 共和, пиньинь Gònghé) — уезд Хайнань-Тибетского автономного округа провинции Цинхай (КНР). Название является сокращением от «уцзу гунхэ» (五族共和) — «пять народов вместе сосуществуют».

## История
В средние века эти земли находились в составе государства Тогон, и в 540 году хан Куалюй основал здесь свою столицу Фуси (伏俟城).
Уезд Гунхэ был создан в 1929 году (одновременно с образованием провинции Цинхай) из земель, ранее входивших в состав уездов Синин и Хуанъюань.
6 декабря 1953 года был создан Хайнань-Тибетский автономный район (海南藏族自治区), и уезд вошёл в его состав. 5 июня 1955 года Хайнань-Тибетский автономный район был преобразован в Хайнань-Тибетский автономный округ.

## Административное деление
Уезд Гунхэ делится на 4 посёлка и 7 волостей.

## Экономика
В уезде расположена солнечная электростанция «Талатань», развито пастбищное животноводство.